# Людвіг Промесбергер
Людвіг Промесбергер (нім. Ludwig Promesberger; 20 січня 1911, Штутгарт — 24 лютого 2004, Рюммінген) — німецький військовик, унтерофіцер вермахту. Кавалер Лицарського хреста Залізного хреста.

## Біографія
До початку Другої світової війни працював будівельником. З 1 лютого 1940 року служив в 102-му піхотному полку, згодом переведений кулеметником в 2-й батальйон 103-го гренадерського полку 14-ї танкової дивізії. Учасник Німецько-радянської війни. Промесбергер був одним із небагатьох солдатів, які змогли вирватись із Сталінградського котла, повернутись на свої позиції і відбити атаку радянських військ. З березня 1943 по лютий 1944 року дивізія перебувала на реорганізації, після чого Промесбергер разом із своїм полком повернувся на Східний фронт. Відзначився у боях в Черкаському котлі, де провів контратаку і звільнив захоплені радянськими військами штаб дивізії і німецькі позиції. 9 травня 1945 року потрапив в радянський полон в Курляндії. На той момент Промесбергер був хворий висипним тифом. В 1949 році зміг втекти в полону і повернутися в Німеччину. 1 січня 1950 року поселився в районі Леррах, де одружився і продовжив працювати будівельником. Був активним членом Орденського товариства кавалерів Лицарського хреста.

## Нагороди
- Залізний хрест 2-го і 1-го класу
- Нагрудний знак «За танкову атаку» в бронзі
- Медаль «За зимову кампанію на Сході 1941/42»
- Нагрудний знак ближнього бою в сріблі
- Нагрудний знак «За поранення» в сріблі
- Лицарський хрест Залізного хреста (14 травня 1944) — за заслуги у боях в Черкаському котлі як оберєфрейтор і кулеметник 8-ї роти 103-го танково-гренадерського полку 14-ї танкової дивізії.